# ایستگاه شین-کویاسو
ایستگاه شین-کویاسو (به ژاپنی: 新子安駅 Shin-koyasu-eki) یک ایستگاه قطار وابسته به خط کیهین-توهوکو است که در کاناگاوا-کو، یوکوهاما واقع شده‌است و توسط شرکت راه‌آهن شرق ژاپن اداره می‌شود.